# Nils-Ole Foshaug

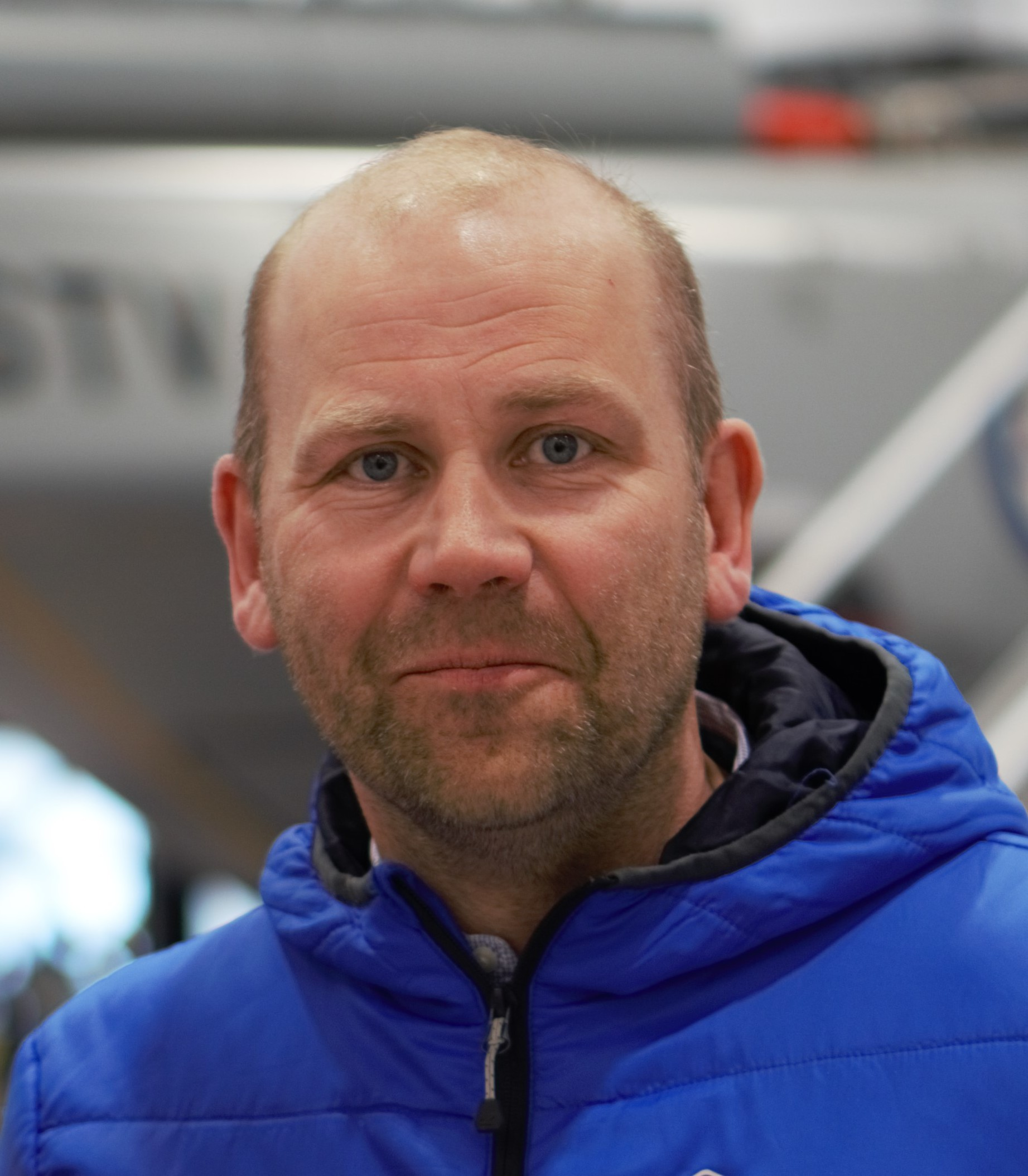
Nils-Ole Foshaug, 2017

Nils-Ole Foshaug (* 22. November 1970 in Bardufoss) ist ein norwegischer Politiker der sozialdemokratischen Arbeiderpartiet (Ap). Seit 2021 ist er Abgeordneter im Storting.

## Leben
Foshaug stammt aus Bardufoss, wo er als Lehrer arbeitete und später als Rektor tätig war. Er zog 2003 erstmals in das Kommunalparlament von Målselv ein und fungierte zwischen 2015 und 2019 als Bürgermeister von Målselv. Nachdem er von 2018 bis 2020 bereits der stellvertretende Vorsitzende der Arbeiderpartiet im Fylke Troms gewesen war, wurde er im Jahr 2020 zum Vorsitzenden gewählt. Im selben Jahr übernahm er die Projektleitung beim Arctic Aviation Center.
Foshaug zog bei der Parlamentswahl 2021 erstmals in das norwegische Nationalparlament Storting ein. Dort vertritt er den Wahlkreis Troms und wurde Mitglied im Außen- und Verteidigungsausschuss.